# Oxypoda exoleta
Oxypoda exoleta är en skalbaggsart som beskrevs av Wilhelm Ferdinand Erichson 1839. Oxypoda exoleta ingår i släktet Oxypoda, och familjen kortvingar. Arten är reproducerande i Sverige.